# Saint-Jacut-de-la-Mer
Saint-Jacut-de-la-Mer é uma comuna francesa na região administrativa da Bretanha, no departamento de Côtes-d'Armor. Estende-se por uma área de 2.92 km². Em 2010 a comuna tinha 924 habitantes (densidade: 316,4 hab./km²).